# 打鼓鄉
打鼓鄉，是四川省鄰水縣曾经下辖的一个乡。

## 沿革[1]
- 1953年7月18日，打鼓鄉人民政府成立．隸屬第六區(九龍區)公所領導。1956年1月16日，打鼓鄉併入九龍鄉，打鼓鄉人民政府撤銷。